# شهرداری منوفهی
شهرداری منوفهی (به لاتین: Manufahi Municipality) یک منطقهٔ مسکونی در تیمور شرقی است که در تیمور شرقی واقع شده‌است. شهرداری منوفهی ۱٬۳۲۳ کیلومتر مربع مساحت دارد.